# Aéroport d'Addis-Abeba Bole
Pour les articles homonymes, voir ADD.
L'aéroport d'Addis-Abeba Bole (amharique : ቦሌ ዓለም አቀፍ የአየር ማረፊያ) (code IATA : ADD • code OACI : HAAB) est l'aéroport international desservant Addis-Abeba en Éthiopie. Situé dans le district de Bole de la capitale, à moins de dix kilomètres au sud-est du centre-ville, il était initialement dénommé « aéroport international Hailé-Sélassié ». Principale plate-forme aéroportuaire de la compagnie Ethiopian Airlines, il a accueilli en 2019 plus de 12 millions de passagers

## Histoire
L'aéroport international Hailé-Sélassié est construit en 1961, puis rénové en 1971. Pour répondre aux ambitions de développement de la compagnie Ethiopian Airlines, il est décidé en 1999 d'étendre les capacités de l'aéroport de Bole. Un plan de développement de 130 millions de dollars est engagé. Ce plan de développement inclut la construction d'une nouvelle piste de 3 800 mètres (07R/25L) parallèle à la piste existante (07L/25R, de 3 700 m), et de cinq voies de circulation dont deux répondent aux spécifications de la circulation à haute vitesse (qui permet aux aéronefs de se déplacer plus rapidement au sol et lors des dégagements de piste). Une nouvelle tour de contrôle est également incluse dans le projet, ainsi qu'un nouvel équipement de lutte contre les incendies. Les équipements électriques (éclairage de piste, génération électrique secourue, système de communication) sont également totalement remplacés pour répondre aux normes aéroportuaires internationales.
En plus de ces infrastructures techniques, un nouveau terminal (le 2), un parking pour voitures et un complexe commercial ainsi que des restaurants sont prévus
aménagés, le tout associé à de nouveaux équipements de gestion des bagages. L'extension de l'aéroport est achevée et ouverte au public en mai 2003. Le nouveau terminal prit alors en charge la majorité des vols, et l'ancien terminal fut mis en sommeil le temps de bénéficier à son tour d'un programme de rénovation. Il fut rouvert en 2004 et mis en service pour les vols intérieurs éthiopiens.

### Construction de la piste 2
La nouvelle piste est conçue pour recevoir des avions de toute taille, y compris des 747 de Boeing et les Airbus A380. La construction de la nouvelle piste a coûté trente millions de dollars. Le maître d'œuvre du projet est la société d'ingénierie libanaise Dar-al Handasah et le contractant pour la réalisation le consortium Kajma Keanganam, groupement formé par deux entreprises, l'une coréenne et l'autre japonaise.

### Extension

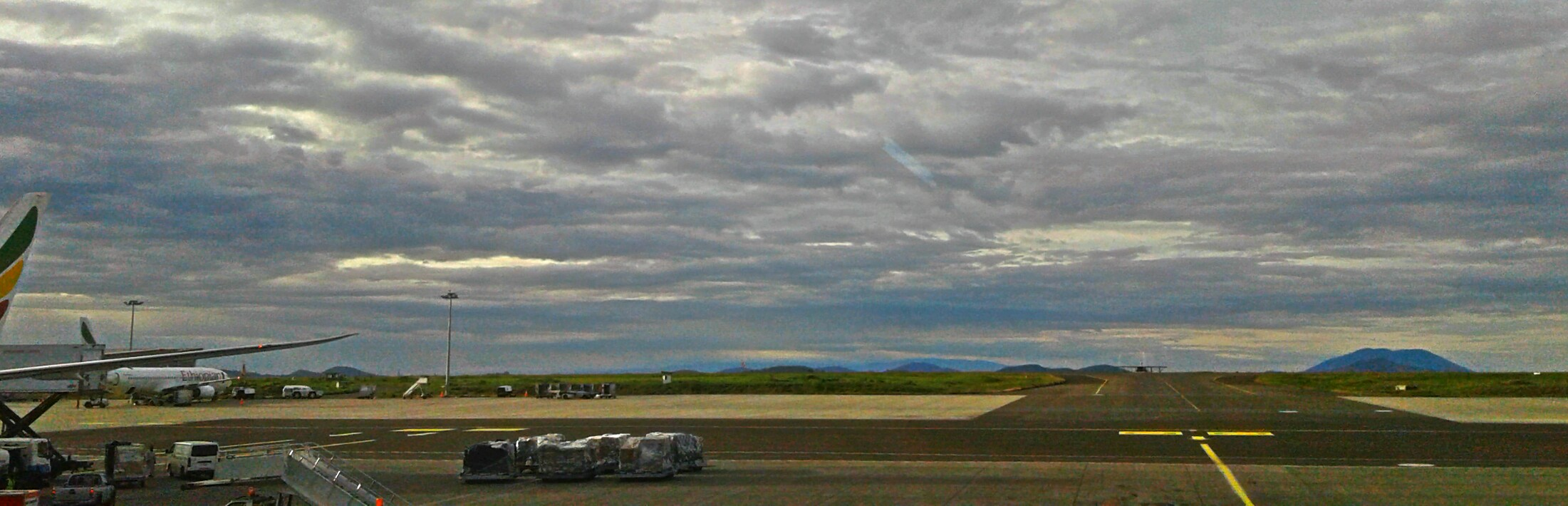
Vue de l'aéroport.

Un nouveau projet de développement est lancé à la fin de l'année 2010. la China Road and Bridge Corporation (CRBC) et Addis Engineering ont été retenus en décembre 2010 par la compagnie gestionnaire de l'aéroport, Ethiopian Airports Enterprise (EAE). Ce contrat de 66,7 millions de dollars permettra d'étendre la zone de parking pour les aéronefs en la portant à une capacité de 44 appareils (contre 19 avant les travaux). L'extension du parking est prévue pour accepter les Boeing 747 et Boeing 777. La totalité des coûts du projet est prise en charge par EAE.

## Situation
| \| 100 km1:14 593 000 \| Jimma Diré Dawa Addis-Abeba Mekele Arba Minch Asosa Aksoum Dar Kombolcha Gambela Gode Gondar Humera Jijiga Kebri Dahar Lalibela Robe Semera Shire |
| 100 km1:14 593 000 |

## Description

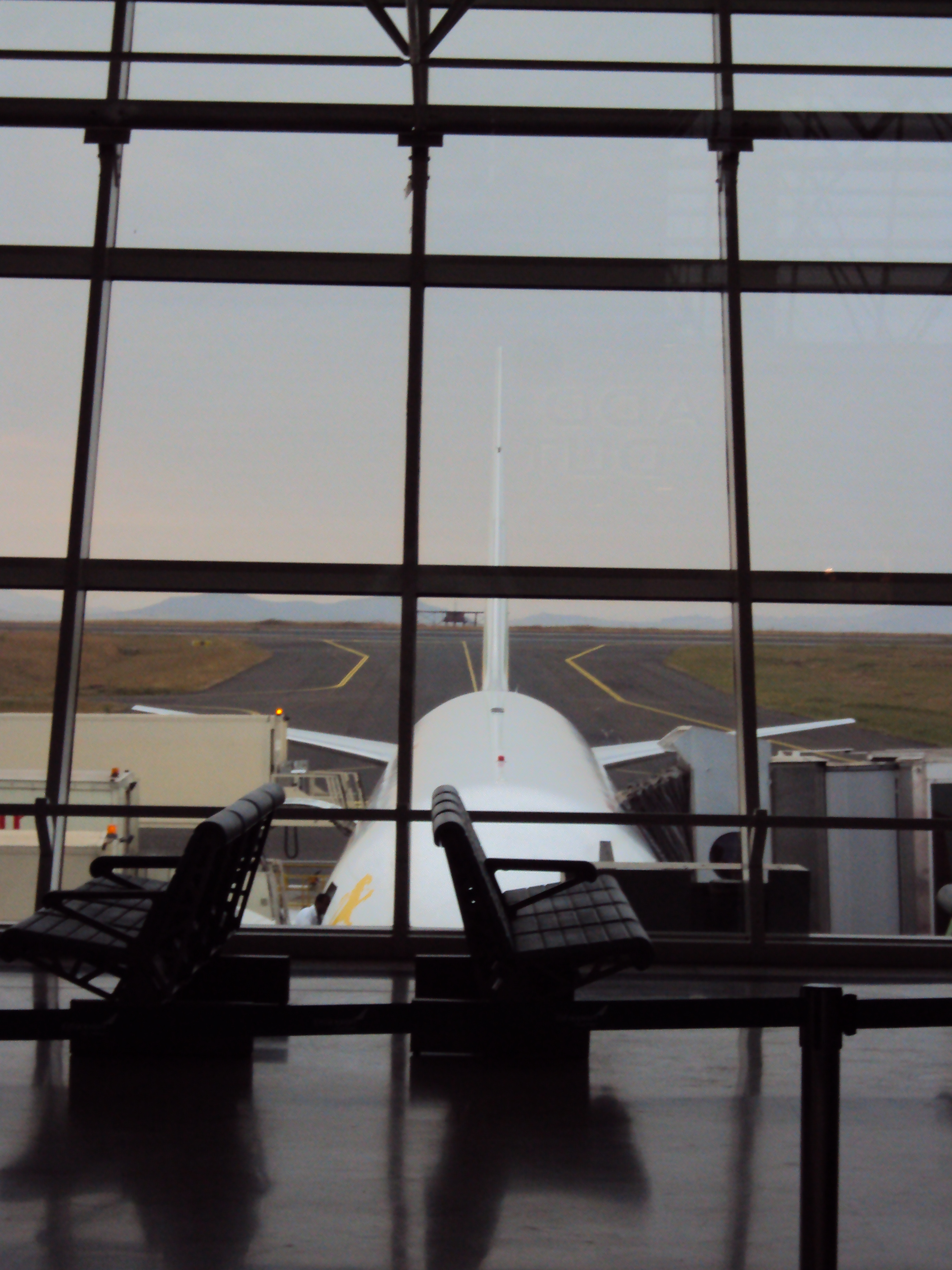
Photo de la zone d'embarquement de l'aérogare 2.

L'aéroport international d'Addis-Abeba est la principale plate-forme de la compagnie Ethiopian Airlines qui dessert les principaux aéroports éthiopiens et, au niveau international, le continent africain, l'Asie, le Moyen-Orient, l'Europe et l'Amérique du Nord. Il est aussi l'un des principaux centres d’entraînement des pilotes et de maintenance des appareils en Afrique. En 2003, un nouveau terminal passager a été ouvert, l'un des plus grands du continent. Dans le même temps, une nouvelle piste de 3 800 m a été mise en service.
L'aéroport possède deux terminaux avec chacun six portes d’embarquement :
- le terminal 1 est destiné aux vols intérieurs ainsi que certains vols régionaux ;
- le terminal 2 est dédié aux vols internationaux[5].

Au cours des années 2000 et 2010, l'aéroport voit sa fréquentation augmenter à un rythme très rapide. Treizième aéroport africain le plus actif en 2008, il est en 2016 le quatrième aéroport africain le plus actif après ceux de Tambo, du Caire et du Cap.
Le réseau Star Alliance dont Ethiopian Airlines est membre depuis 2010, a engagé une politique commerciale volontariste pour faire de cet aéroport l'un des trois principaux d'Afrique de l'Est et en particulier son point d'entrée sur la corne de l’Afrique avec notamment des lignes régulières sur le Tchad, le Congo, Djibouti, le Mali et le Niger et vers le Golfe arabo-persique voisin.
L'aéroport d'Addis-Abeba possède également une infrastructure pour le fret, utilisée régulièrement par les compagnies EL AL Cargo et Royal Air Maroc Cargo.

### Terminal 2

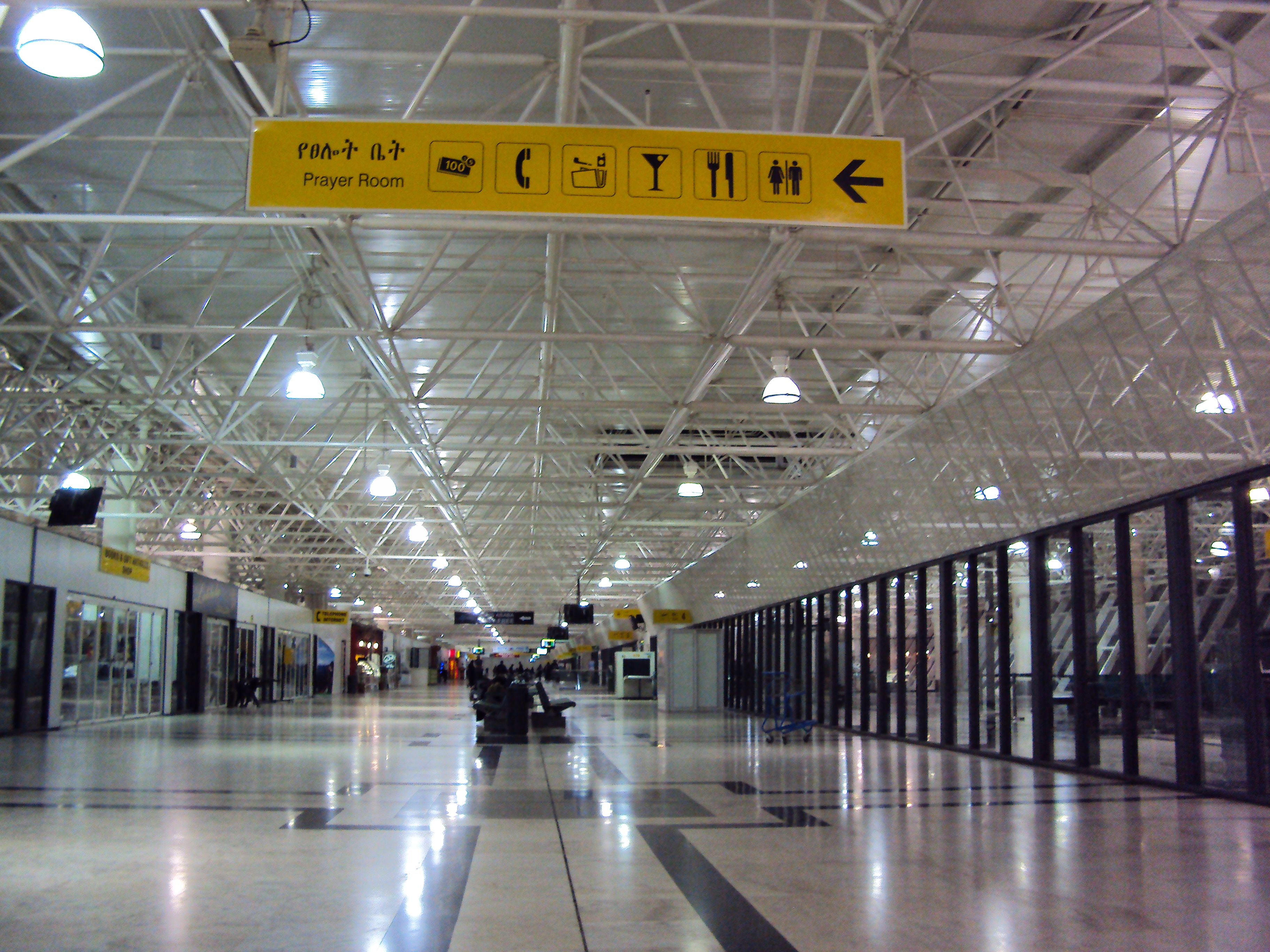
L'aérogare 2.

Le terminal international est le 2, récemment construit. Il est composé d'une structure en acier construite par la firme Koweïtienne Al-Kharafi and Sons. Ce terminal est composé de trois niveaux. Sa surface est de 43 000 m2. Cinq des portes d'embarquement sont directes, c'est-à-dire que la zone d'embarquement, prolongée par les passerelles et l'espace hors-taxes, sont contigus. C'est cette organisation simple et efficace de l'espace – qui n'est rendue possible que par la taille relativement modeste de l'aéroport – qui permet un embarquement et un enregistrement très rapides. La capacité de traitement est de 1 870 passagers à l'heure et devrait être portée avec les prochaines phases de développements à 3 000 passagers à l'heure.
À l'intérieur de la zone hors-taxes, on trouve un ensemble de services classiques (bars, restaurants, boutiques de produits détaxés, banques, lounges). Les dollars américains sont acceptés, ainsi que les euros. Il est théoriquement possible de payer avec des cartes de crédit internationales, en pratique, il est assez fréquent que les équipements des commerces ne soient pas en mesure de fonctionner et lorsqu'ils le sont, conduisent à une surfacturation de l'ordre de 10 %.

### Équipements pour les embarquements et transits de passagers
La structure complètement intégrée de l'aérogare 2 et son équipement informatique lui permettent d'offrir aux passagers un temps d'enregistrement, d'embarquement et de correspondance (Minimum Connection Times ou MCT) très performant et parmi les meilleurs du continent africain. En mars 2008, l'aéroport de Bole a été le premier aéroport africain à mettre en service des systèmes de cartes d'embarquement à codes barres en deux dimensions pour les vols nationaux et internationaux.
L'aéroport ne possède pas de facilité hôtelière sur site pour l'hébergement des passagers en transit de nuit, mais assure l'accueil et le transfert par navette routière vers des hôtels proches. Un accueil spécifique y est prévu pour les passagers en transit. Il leur permet de quitter la zone sous douane pour se rendre à l'hôtel de transit avec un sauf-conduit, sans avoir à demander un visa d'entrée en Éthiopie. Il est aussi possible de rester la nuit dans l'aéroport, très sûr et gardé par les forces de l'ordre.

## Statistiques
Le graphique qui aurait dû être présenté ici ne peut pas être affiché car il utilise l'ancienne extension Graph, désactivée pour des questions de sécurité. Des indications pour créer un nouveau graphique avec la nouvelle extension Chart sont disponibles ici.

Voir la requête brute et les sources sur Wikidata.

## Compagnies aériennes et destinations

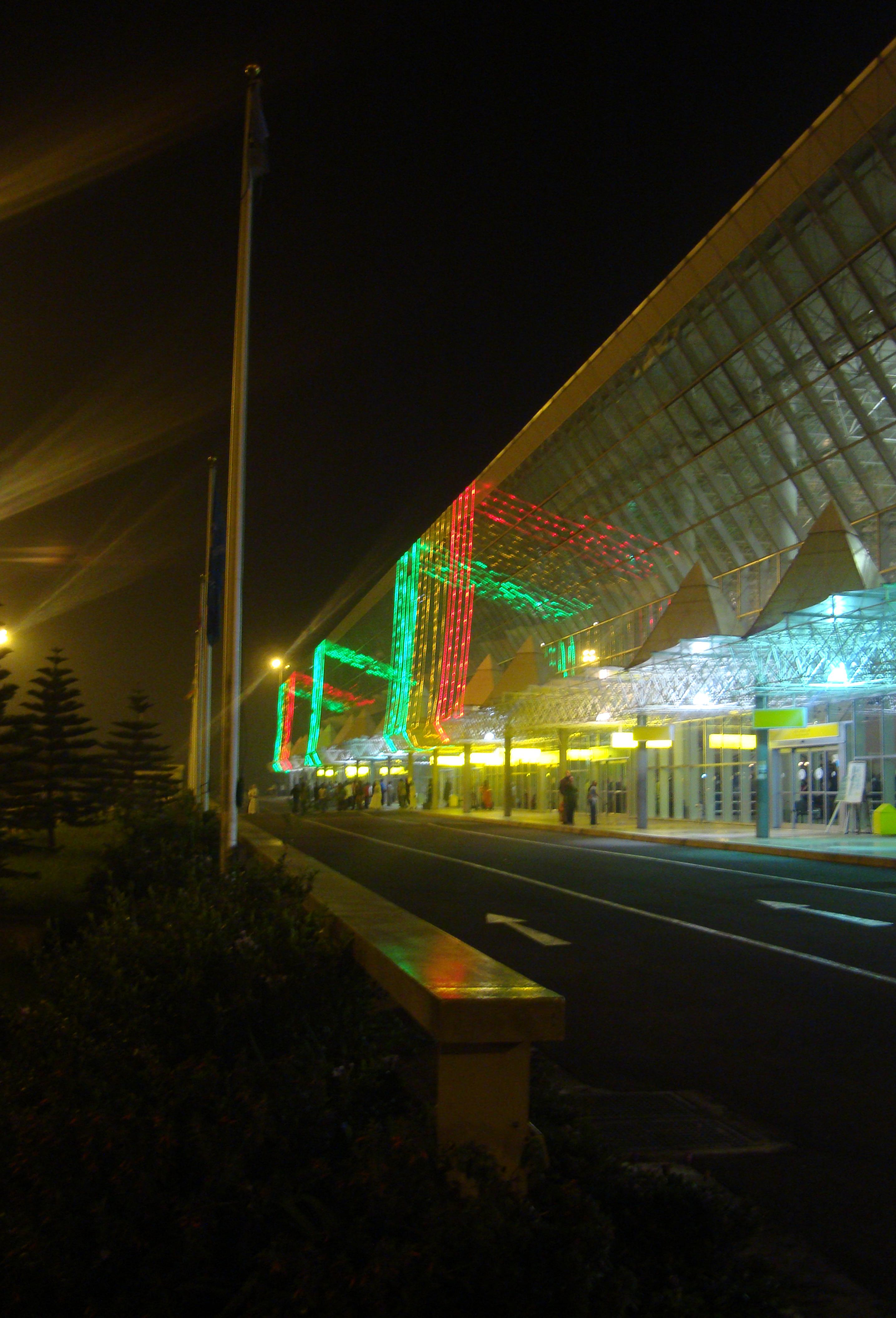
Vue extérieure de nuit de l'aérogare 2.

L'Éthiopie applique pour certains secteurs d'activités, dont l'aviation, une politique protectionniste assumée visant au développement d'une industrie locale. Pour cette raison les dessertes et les droits d’atterrissages sur l'aéroport International de Bole sont très régulés. La réservation des transports aériens de plus de vingt places, et du fret à 2 700 kg à des entreprises d’intérêt local soumises à autorisation oriente le développement de cet aéroport, dont les lignes intérieures sont de facto réservées à la compagnie nationale Ethiopian Airlines, et les lignes internationales aux partenaires d'Ethiopian Airlines (le plus souvent opérant en partage de code).
Ce protectionnisme se manifeste également dans le service au sol, ce qui tend à rendre le fonctionnement de compagnies régionales autres qu'Ethiopian Airlines délicat. Le capitaine Solomon Gizaw, propriétaire de la compagnie aérienne Abyssinia Flight Services, affirme, faute de pouvoir construire des hangars de maintenance sur le site de l'aéroport de Bole, être conduit à assurer l'entretien de ses avions au Kenya.
Sur les 27 compagnies aériennes privées éthiopiennes, seules trois d'entre elles sont opérationnelles: Suhura, Abyssinia Flight Services et Trans national Airways (TNA). Ces trois compagnies ne fournissent que des services charters au départ de l'aéroport de Bole, avec des appareils de 19 places ou en neutralisant les sièges excédentaires sur des avions de plus grande capacité.
Seule Ethiopian Airlines fournit actuellement des vols intérieurs réguliers en Éthiopie, et au départ de Bole.
| Compagnies         | Destinations |
| ------------------ | --- |
| Air Algérie        | Alger-Houari-Boumédiène |
| Air Djibouti       | Djibouti-Ambouli |
| Badr Airlines      | Khartoum |
| EgyptAir           | Le Caire |
| Emirates           | Dubaï |
| Eritrean Airlines  | Asmara, Assab (en) |
| Ethiopian Airlines | - Abidjan-F.-H.-Boigny, - Abuja-N. Azikiwe, - Accra-Kotoka, - Amman-Reine-Alia, - Antananarivo, - Arba Minch, - Asmara, - Asosa, - Athènes E.-Venizélos, - Atlanta H.-Jackson, - Awasa (en), - Aksoum, - Baher Dar, - Manama-Bahreïn, - Bamako-M. Keïta, - Bangalore-Kempegowda, - Bangkok-Suvarnabhumi, - Bangui, - Beira, - Beyrouth-Rafic Hariri, - Blantyre, - Bombay-Chhatrapati-Shivaji, - Bosaso, - Brazzaville, - Bruxelles-National, - Buenos Aires-Ezeiza, - Bujumbura, - Bulawayo-J. Nkomo, - Canton-Baiyun, - Chengdu-Tianfu, - Chicago-O'Hare, - Conakry, - Copenhague-Kastrup, - Cotonou, - Dakar-B. Diagne, - Dammam-roi Fahd, - Dar es Salam-J. Nyerere, - Delhi-Indira Gandhi, - Dembidollo, - Dessie, - Dire Dawa-Aba Tenna Dejazmach Yilma, - Djibouti-Ambouli, - Djouba, - Doha-Hamad, - Douala, - Dubaï, - Entebbe, - Enugu Akanu Ibiam (en), - Francfort, - Gaborone-S. Khama, - Gambela, - Garowe, - Genève-Cointrin, - Goba, - Gode, - Goma, - Gondar, - Harare, - Hargeisa, - Hong Kong, - Humera, - Istanbul, - Djakarta-S.-Hatta, - Djeddah - Roi-Abdelaziz, - Jijiga, - Jimma, - Johannesbourg OR Tambo, - Kano-Mallam Aminu, - Karachi-Jinnah, - Kebri Dahar, - Khartoum, - Kigali, - Kilimandjaro, - Kinshasa-N'djili, - Kisangani Bangoka, - Kuala Lumpur, - Koweït, - Lagos-Murtala Muhammed, - Lalibela, - Le Caire, - Le Cap, - Libreville-Léon Mba, - Lilongwe (Kamuzu), - Livingstone-H. M. Nkumbula, - Lomé-G. Eyadéma, - Londres-Gatwick, - Londres-Heathrow, - Luanda-Quatro de Fevereiro, - Lubumbashi, - Lusaka, - Madras (Chennai), - Madrid-Barajas, - Mahé-Seychelles international, - Malabo, - Manchester, - Manille-N. Aquino, - Maputo, - Marseille-Provence, - Médine-Prince M. Bin Abdulaziz, - Mekelle, - Milan-Malpensa, - Mogadiscio-Aden Adde (Petrella), - Mombasa-Moi, - Moroni, - Moscou-Domodédovo, - Mascate, - Nairobi-J. Kenyatta, - N'Djaména, - Ndola-S. Kapwepwe, - Newark-Liberty, - New York-John F. Kennedy, - Niamey-D. Hamani, - Nosy Be-Fascene, - Oslo-Gardermoen, - Ouagadougou, - Paris-Charles de Gaulle, - Pékin-Capitale, - Pointe-Noire A. Neto, - Riyad-roi Khaled, - Rome Léonard-de-Vinci/Fiumicino, - São Paulo/Guarulhos, - Semera, - Séoul-Incheon, - Shanghai-Pudong, - Indaselassie, - Singapour-Changi, - Stockholm-Arlanda, - Tel Aviv - Ben Gourion, - Tokyo-Narita, - Toronto (Pearson), - Victoria Falls, - Vienne-Schwechat, - Washington-Dulles, - Windhoek Hosea Kutako, - Yaoundé-Nsimalen, - Zanzibar, - Zurich |
| flydubai           | Dubaï |
| Flynas             | Djeddah - Roi-Abdelaziz, Riyad-roi Khaled |
| Gulf Air           | Manama-Bahreïn |
| Jazeera Airways    | Koweït |
| Kenya Airways      | Nairobi-J. Kenyatta |
| Kuwait Airways     | Koweït |
| Qatar Airways      | Doha-Hamad |
| Royal Air Maroc    | Casablanca-Mohammed-V |
| Rwandair           | Kigali |
| Saudia             | Djeddah - Roi-Abdelaziz, Riyad-roi Khaled |
| Sudan Airways      | Khartoum |
| Turkish Airlines   | Istanbul |
| Yemenia            | Aden |

Notes Édité le 09/01/2019  Actualisé le 17/11/2023

### Attractivité pour les vols d’essais

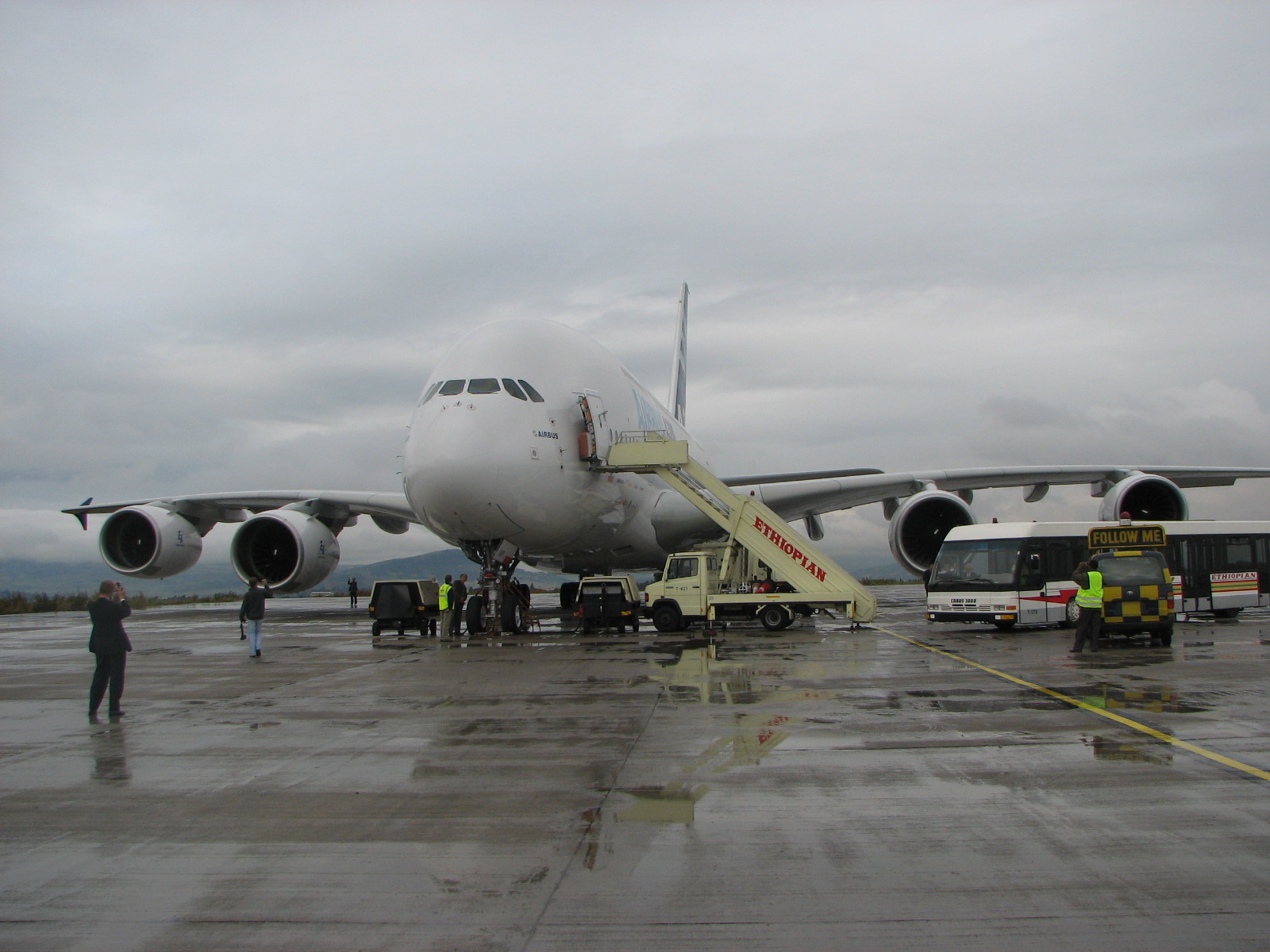
Vol d'essai de l'Airbus A380 pendant sa campagne d'essai à Bole.

L'altitude élevée de l'aéroport de Bole (supérieure à 2 000 m) conjuguée à son climat et à la bonne qualité de ses équipements en font une base idéale pour les vols d'essai des nouveaux aéronefs. La proximité d'aéroports dont la température moyenne est élevée aux Émirats arabes unis permet de faire directement suivre ces tests d'altitudes par des décollages et atterrissages à températures supérieures à 38 °C. Il occupe donc une position privilégiée pour cette activité en simplifiant l'organisation logistique des campagnes. Ainsi en 2006, l'A380 no 009 a exécuté depuis le site de l'aéroport de Bole une série de test par temps chaud et en altitude suivis d'une autre série de tests de décollages et atterrissages en 2009. Les politiques protectionnistes et les lourdeurs administratives de l'administration aérienne éthiopienne (Ethiopian Civil Aviation Authority (CAA)) freinent pour le moment le développement de cette activité. Ainsi, une demande formulée en 2011 par Boeing pour conduire une série de tests similaires à ceux de l'Airbus A380 avec le prototype du 747-8 s'est vue refusée en argumentant que la série d'essais projetée risquait de perturber le fonctionnement de l'aéroport [actuellement] en travaux.

## Second aéroport
D'ici quelques années un second aéroport viendra compléter l'offre pour la capitale éthiopienne, la croissance étant forte année après année.

## Accidents et incidents
- Le 18 mars 1980, un appareil Douglas C-47B ET-AGM de Ethiopian Airlines s'est écrasé après une approche monomoteur lors d'un vol d'entrainement[23].
- Le 31 mars 2003, le vol LAJ 6711 de la compagnie British Mediterranean Airways (en) se déroute sur Djibouti après deux tentatives d'approches de nuit lors desquelles l'équipage ne parvient pas à localiser la piste en suivant les instruments et notamment le VOR. L'équipage s’aperçoit le lendemain, en plein jour, que le VOR en service fournit des coordonnées erronées. Rentrés en Grande-Bretagne les pilotes informent les autorités aéronautiques locales, qui à leur tour contactent officiellement par télex le 11 avril 2003 leurs homologues éthiopiens. L'enquête montra que le VOR ADS émettait un signal incorrect représentant un grave danger pour la navigation aérienne. Aucun NOTAM n’a jamais été émis et il est impossible de savoir combien de temps cette situation a duré[24],[25].
- Le 5 janvier 2011, le dernier Boeing 777-200 LR reçu par la compagnie Ethiopian Airlines garé sur la section d'arrêt 17 de l'aéroport de Bole a été touché par un Airbus A340 d'Emirates. L'incident est survenu au moment où l'appareil d'Emirates se préparait à prendre position pour décoller afin de se rendre à l'aéroport d'Entebbe[26].
- Le 10 mars 2019, le vol ET 302 assuré par un Boeing 737-800MAX de la compagnie Ethiopian Airlines s'écrase dix minutes après son décollage de l'aéroport. Il ne laisse aucun survivant parmi les 149 passagers et 8 membres d'équipage.